# Železniška postaja Šmarje pri Jelšah
Železniška postaja Šmarje pri Jelšah je ena izmed železniških postaj v Sloveniji, ki oskrbuje naselje Šmarje pri Jelšah.. 